# Ayer Rajah Expressway

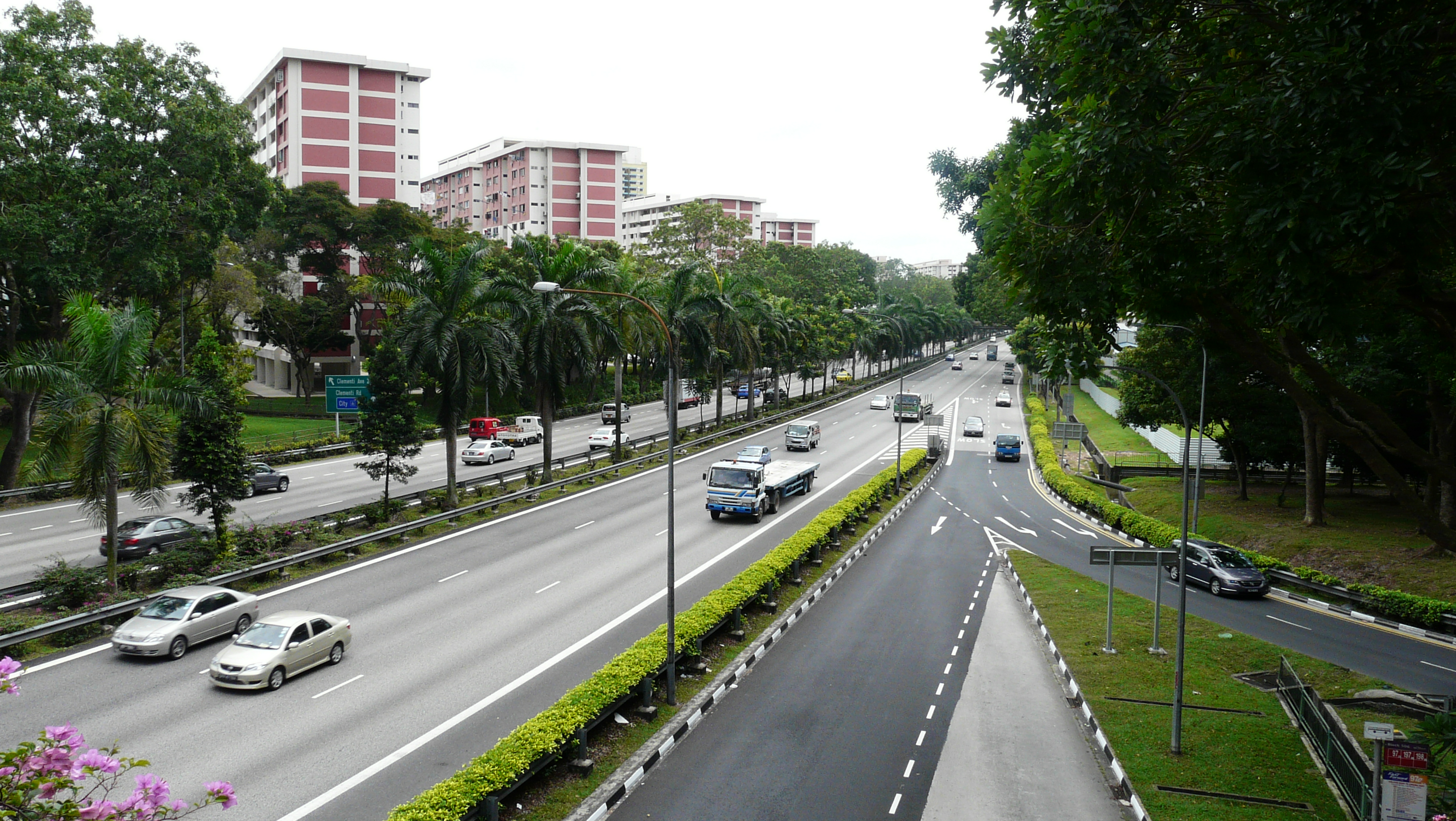

De Ayer Rajah Expressway (AYE) (Maleis: Lebuhraya Ayer Rajah, Chinees: 亚逸拉惹高速公路, Tamil: ஆயர் ராஜா விரவுச்சாலை) is een autosnelweg in Singapore. De snelweg is 26,5 kilometer lang en verbindt de Marina Coastal Expressway met Tuas. Het eerste deel werd afgewerkt in 1988, het laatste deel in 1998.
Pan Island Expressway ·
Ayer Rajah Expressway ·
North-South Corridor ·
East Coast Parkway ·
Central Expressway ·
Tampines Expressway ·
Kallang-Paya Lebar Expressway ·
Seletar Expressway ·
Bukit Timah Expressway ·
Kranji Expressway ·
Marina Coastal Expressway ·